# علاقات كوبا الخارجية

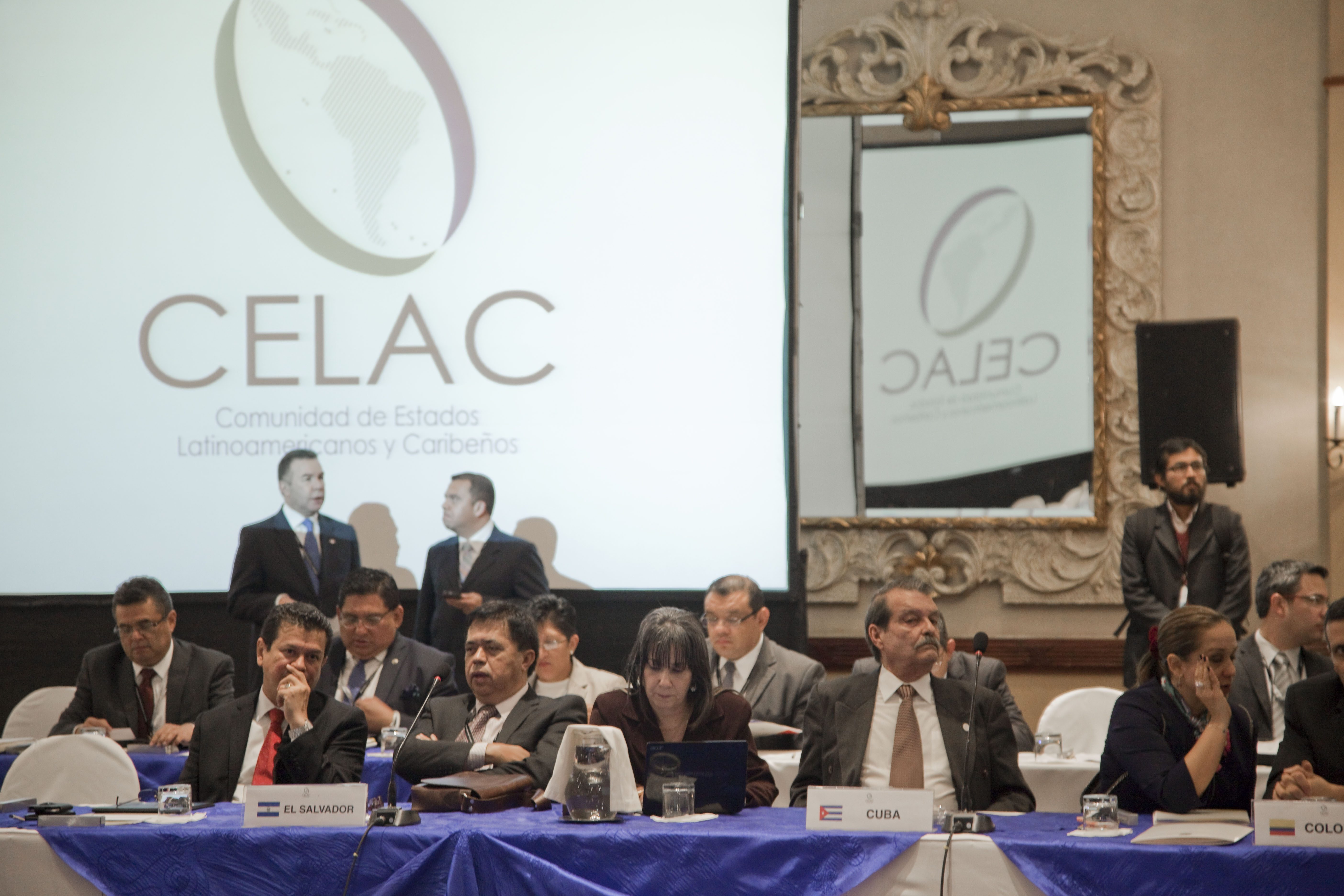
صورة تبين افتتاح الاجتماع الثامن لوزراء الخارجية والاجتماع الثاني عشر للمنسقين الوطنيين لمجموعة دول أمريكا اللاتينية ومنطقة البحر الكاريبي (CELAC). بدأ وزير الخارجية ريكاردو باتينيو أروكا الاجتماع نيابة عن الرئاسة المؤقتة للمنظمة. / وزارة الخارجية الإكوادورية

كانت السياسة الخارجية لكوبا متقلبة عبر التاريخ اعتمادًا على الأحداث العالمية والمتغيرات الأخرى بما في ذلك العلاقات مع الولايات المتحدة. أصبحت كوبا بعد زوال الدعم السوفيتي الهائل وشريكها التجاري الأساسي معزولة بشكل متزايد في أواخر الثمانينيات وأوائل التسعينيات بعد سقوط الاتحاد السوفيتي ونهاية الحرب الباردة، لكنها انفتحت أكثر مع بقية العالم مرة أخرى بدءًا من أواخر التسعينيات عندما دخلوا منذ ذلك الحين في تعاون ثنائي مع العديد من دول أمريكا الجنوبية، أبرزها فنزويلا وبوليفيا بداية من أواخر التسعينيات، خاصة بعد انتخاب فنزويلا لهوجو شافيز في عام 1999، الذي أصبح حليفًا قويًا لكوبا كاسترو. اعتادت الولايات المتحدة التمسك بسياسة عزل كوبا حتى ديسمبر 2014، عندما أعلن باراك أوباما سياسة جديدة للمشاركة الدبلوماسية والاقتصادية. يتهم الاتحاد الأوروبي كوبا باستمرار الانتهاك الصارخ لحقوق الإنسان والحريات الأساسية. طورت كوبا علاقة متنامية مع جمهورية الصين الشعبية وروسيا. إجمالًا، ما تزال كوبا تقيم علاقات رسمية مع 160 دولة، وقدمت عمال مساعدة مدنيين -بشكل أساسي طبي- في أكثر من 20 دولة. وقد فر أكثر من مليون منفي إلى دول أجنبية. وزير خارجية كوبا الحالي هو برونو رودريغيز باريلا.
تعد كوبا حاليًا دولة رائدة في مجلس حقوق الإنسان التابع للأمم المتحدة، وهي عضو مؤسس في المنظمة المعروفة باسم البديل البوليفاري للأمريكتين، وعضو في مجتمع دول أمريكا اللاتينية ومنطقة البحر الكاريبي، ورابطة تكامل أمريكا اللاتينية، والأمم المتحدة. كوبا عضو في حركة عدم الانحياز واستضافت قمتها في سبتمبر 2006. بالإضافة إلى عضويتها في رابطة الدول الكاريبية (ACS)، أعيد تعيين كوبا كرئيسة للجنة الخاصة المعنية بقضايا النقل لمنطقة البحر الكاريبي. بعد اجتماع في نوفمبر 2004، حاول العديد من قادة أمريكا الجنوبية جعل كوبا إما عضوًا كاملًا أو عضوًا مشاركًا في الكتلة التجارية لأمريكا الجنوبية المعروفة باسم ميركوسور.

## تاريخيًا

### فترة الاستعمار الاسباني
قبل حصولها على استقلالها، كانت كوبا مستعمرة لإسبانيا.

### 1898-1959
قبل انتصار الثورة الكوبية، حافظت كوبا على روابط اقتصادية وسياسية قوية مع الولايات المتحدة. من عام 1902 حتى إلغائه في عام 1934، سمح تعديل بلات للولايات المتحدة باستخدام القوة العسكرية للحفاظ على استقلال كوبا.
في عام 1917، دخلت كوبا الحرب العالمية الأولى إلى جانب الحلفاء.
انضمت كوبا إلى عصبة الأمم في عام 1920.
في عام 1941، أعلنت كوبا الحرب على إيطاليا وألمانيا واليابان.
انضمت كوبا إلى الأمم المتحدة في عام 1945.
انضمت كوبا إلى منظمة الدول الأمريكية (OAS) في عام 1948.
خلال فترة رئاسة فولجنسيو باتيستا، لم تواجه كوبا قيودًا تجارية في البداية. في منتصف عام 1958، فرضت الولايات المتحدة حظر أسلحة على إدارة باتيستا.

### الحرب الباردة
بعد إقامة العلاقات الدبلوماسية مع الاتحاد السوفيتي، وبعد أزمة الصواريخ الكوبية، اعتمدت كوبا بشكل متزايد على الأسواق السوفييتية والمساعدات العسكرية والاقتصادية. تمكن كاسترو من بناء قوة عسكرية هائلة بمساعدة المعدات السوفيتية والمستشارين العسكريين. ظل جهاز المخابرات السوفيتية (KGB) على اتصال وثيق بهافانا، وشدد كاسترو سيطرة الحزب الشيوعي على جميع مستويات الحكومة، ووسائل الإعلام، والنظام التعليمي، بينما كان يطور قوة شرطة داخلية على الطراز السوفييتي.
تسبب تحالف كاسترو مع الاتحاد السوفيتي في نوع من الانقسام بينه وبين جيفارا. في عام 1966، غادر جيفارا إلى بوليفيا في محاولة مشؤومة لإثارة ثورة ضد حكومة البلاد.
في 23 أغسطس 1968، قام كاسترو بإشارة عامة لاتحاد الجمهوريات الاشتراكية السوفياتية دفعت القيادة السوفيتية إلى إعادة تأكيد دعمها له. بعد يومين من غزو حلف وارسو لتشيكوسلوفاكيا لقمع ربيع براغ، توجه كاسترو إلى موجات الأثير وشجب التمرد التشيكي علانية. حذر كاسترو الشعب الكوبي من ما وصفهم بأعداء الثورة التشيكوسلوفاكيين، الذين كانوا يدفعون تشيكوسلوفاكيا نحو الرأسمالية وإلى أحضان الإمبرياليين على حد تعبيره. ووصف قادة التمرد بأنهم عملاء ألمانيا الغربية والرعاع الرجعي الفاشي. أنقذ السوفييت الاقتصاد الكوبي بقروض إضافية وزيادة فورية في صادرات النفط. 
كانت العلاقة بين المخابرات السوفييتية ومديرية المخابرات الكوبية معقدة وتميزت بأوقات من التعاون الوثيق للغاية وأوقات المنافسة الشديدة. وجد الاتحاد السوفيتي الحكومة الثورية الجديدة في كوبا على أنها وكيل ممتاز في مناطق من العالم حيث لم يكن التدخل السوفييتي شائعًا على المستوى المحلي. كان نيكولاي لينينوف، رئيس الكي جي بي في مكسيكو سيتي، من أوائل المسؤولين السوفييت الذين اعترفوا بإمكانيات فيدل كاسترو باعتباره ثوريًا وحث الاتحاد السوفيتي على تعزيز العلاقات مع الزعيم الكوبي الجديد. رأت موسكو أن كوبا تتمتع بقدر أكبر من الجاذبية مع الحركات الثورية الجديدة والمفكرين الغربيين وأعضاء اليسار الجديد مع نضال كوبا ديفيد وجالوت ضد الإمبريالية الأمريكية. بعد وقت قصير من أزمة الصواريخ الكوبية في عام 1963، دعت موسكو 1500 من عملاء DI، بما في ذلك تشي جيفارا، إلى مركز الكي جي بي في موسكو للتدريب المكثف على العمليات الاستخباراتية.
بعد ثورة 1959، سرعان ما اتخذت كوبا إجراءات معادية للمصالح التجارية الأمريكية في الجزيرة. ردًا على ذلك، توقفت الولايات المتحدة عن شراء السكر الكوبي ورفضت تزويد شريكها التجاري السابق بالنفط الذي تشتد الحاجة إليه. تدهورت العلاقات بين الدول بسرعة. في أبريل 1961، بعد الهجمات الجوية التي استعدت لغزو خليج الخنازير من قبل المنفيين الكوبيين المدربين من وكالة المخابرات المركزية، أعلن رئيس الوزراء فيدل كاسترو أن كوبا جمهورية اشتراكية، وتحرك بسرعة لتطوير العلاقات المتنامية بين كوبا والاتحاد السوفيتي.
في عام 1962، طردت كوبا من منظمة الدول الأمريكية. بعد ذلك بوقت قصير، قطعت العديد من الدول في جميع أنحاء أمريكا اللاتينية العلاقات مع كوبا، تاركة الجزيرة معزولة بشكل متزايد في المنطقة وتعتمد على التجارة والتعاون السوفييتي.
بعد إقامة العلاقات الدبلوماسية، وبعد أزمة الصواريخ الكوبية في عام 1962، أصبحت كوبا تعتمد بشكل متزايد على الأسواق السوفيتية والمساعدات العسكرية والاقتصادية. تمكنت كوبا من بناء قوة عسكرية كبيرة بمساعدة المعدات السوفيتية والمستشارين العسكريين، ولكن مع مرور السنين، بدأ الاقتصاد الكوبي في التدهور نتيجة لسوء إدارة الاقتصاد وانخفاض الإنتاجية، الأمر الذي تفاقم بسبب الحظر الأمريكي. على الرغم من ذلك، حافظ السوفييت أيضًا على اتصال وثيق مع هافانا، وتقاسموا علاقات وثيقة متفاوتة حتى انهيار الكتلة في عام 1990.

#### العلاقات في أمريكا اللاتينية خلال الحرب الباردة
تمتلك كوبا جاذبية رمزية فريدة. إنها الدولة الصغيرة التي تصدت للإمبراطورية الأمريكية وصمدت على الرغم من محاولات جميع الرؤساء الأمريكيين منذ ذلك الحين لإخضاع حكومتها الشيوعية. إنها الجزيرة ذات القادة البارزين مثل فيدل كاسترو وتشي جيفارا، وبلد أمريكا اللاتينية الذي يجسد بلغة الثوريين في كل مكان نضال الاشتراكية الإنسانية ضد مادية المجتمعات الرأسمالية. كوبا هي أيضًا الدولة الصغيرة التي أرسلت في الماضي قواتها للموت في الأراضي البعيدة في أمريكا اللاتينية وحتى إفريقيا تقاتل من أجل الفقير.
- مويسيس نعيم، نيوزويك
خلال الحرب الباردة، قلص نفوذ كوبا في الأمريكتين من خلال مبدأ مونرو وهيمنة الولايات المتحدة. على الرغم من هذا، أصبح فيدل كاسترو شخصية مؤثرة في الجماعات اليسارية في المنطقة، وقدم الدعم للحركات الثورية الماركسية في جميع أنحاء أمريكا اللاتينية، وعلى الأخص مساعدة الساندينيين في الإطاحة بسوموزا في نيكاراغوا في عام 1979. في عام 1971، قام فيدل كاسترو بزيارة لمدة شهر إلى تشيلي. الزيارة -التي شارك فيها كاسترو بنشاط في السياسة الداخلية للبلاد- وعقد تجمعات حاشدة وقدم المشورة العامة لسلفادور أليندي، اعتبرها أولئك الذين ينتمون إلى اليمين السياسي دليلًا على دعم وجهة نظرهم بأن الطريق التشيلي نحو الاشتراكية كان محاولة لوضع تشيلي على نفس مسار كوبا.